# Yakirra pauciflora
Yakirra pauciflora là một loài thực vật có hoa trong họ Hòa thảo. Loài này được (R.Br.) Lazarides & R.D.Webster miêu tả khoa học đầu tiên năm 1985.